# Güneşi Gördüm
Güneşi Gördüm é um filme de drama turco de 2009 dirigido e escrito por Mahsun Kırmızıgül. Foi selecionado como representante da Turquia à edição do Oscar 2010, organizada pela Academia de Artes e Ciências Cinematográficas.

## Elenco
- Mahsun Kırmızıgül - Ramo
- Cemal Toktaş - Kadri
- Yıldız Kültür - Pakize
- Sarp Apak - Ahmet
- Buğra Gülsoy - Berat
- Ali Sürmeli - Nedim
- Altan Erkekli - Davut
- Erol Günaydın - Samet
- Demet Evgar - Havar
- Cezmi Baskın - Bünyamin
- Şerif Sezer - Gülistan
- Itır Esen